# Toskanska arkipelagen

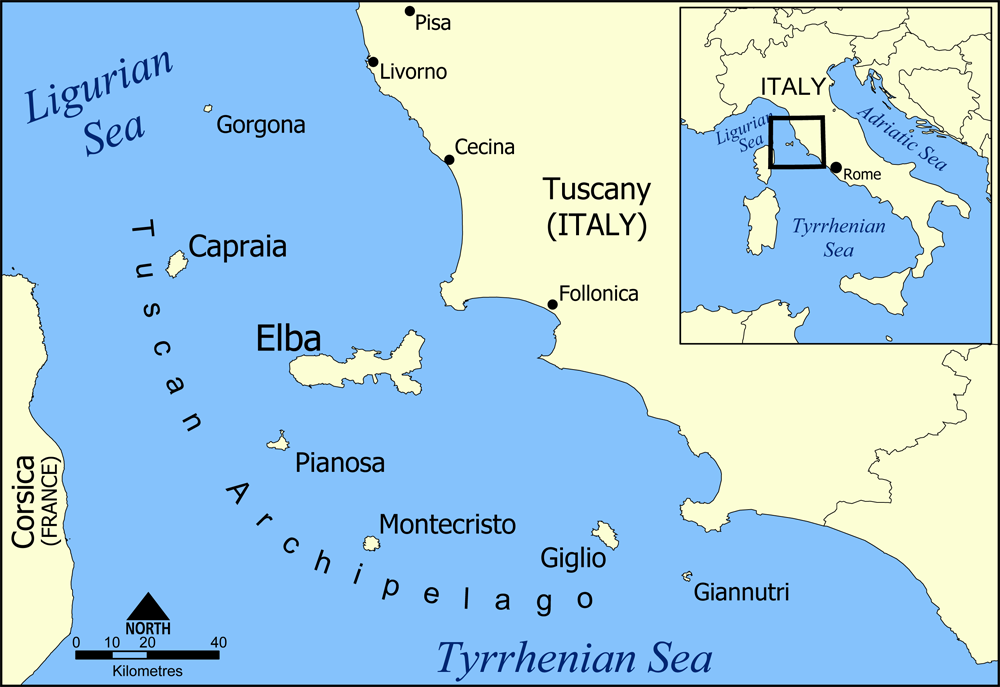
Elba och den toskanska arkipelagen.

Toskanska arkipelagen (italienska: Arcipelago Toscano) är en samling om sju öar som ligger mellan Liguriska havet och Tyrrenska havet, väster om Toscana i Italien. Legenden säger att när Venus steg upp ur havet, tappade hon sju pärlor från sitt diadem, och det är de som är dagens öar. 
Arkipelagen består av öarna 
- Gorgona
- Capraia
- Elba
- Pianosa
- Montecristo
- Giglio
- Giannutri

och alla är naturskyddade då hela ögruppen har status som nationalpark.
Elba är känt för att vara ön som Napoleon I efter sin abdikering 1814 blev deporterad till. Montecristo har givit namn åt Dumas roman Greven av Monte Cristo. Öarnas relativa närhet till den toskanska kustens städer har gjort arkipelagen till ett populärt turistmål.